# Dağ Kəsəmən
Dağ Kəsəmən è un comune dell'Azerbaigian situato nel distretto di Ağstafa. Conta una popolazione di 6 866 abitanti.